# Dreimonatsspritze

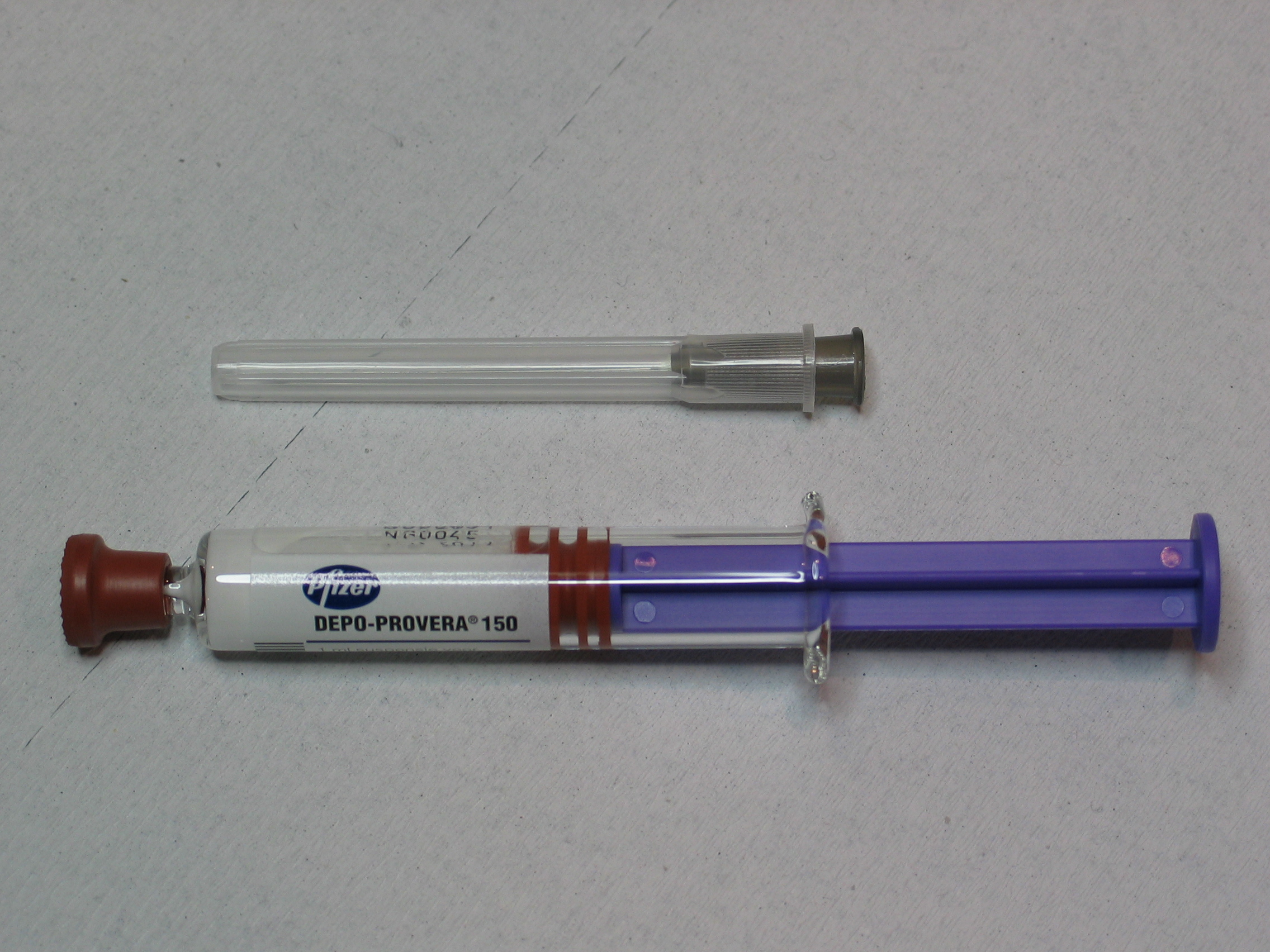
Dreimonatsspritze

Die Dreimonatsspritze ist ein hormonelles Verhütungsmittel (Kontrazeptivum) mit einem Gestagen als Wirkstoff. Sie stellt eine Alternative zur Antibabypille dar, die wie diese den Eisprung verhindert. Sie wird alle drei Monate zwischen dem ersten und fünften Zyklustag als Depot in den Gesäß- oder Deltamuskel der Frau injiziert. Die Spritze ist ein Langzeitkontrazeptivum.

## Wirkung
Um einen Eisprung auszulösen, müssen während eines Menstruationszyklus bestimmte Mengen verschiedener Hormone zu bestimmten Zeiten gebildet werden. Durch hormonelle Verhütungsmittel wie die Dreimonatsspritze wird dieser Hormonzyklus so beeinflusst, dass kein Eisprung stattfindet.
Als Gestagene kommen in der Dreimonatsspritze beispielsweise die synthetischen Gestagene Medroxyprogesteron oder Norethisteron zum Einsatz.

## Vorteile und Sicherheit
Spontaner Geschlechtsverkehr wird weder verhindert noch beeinträchtigt. Es ist nicht möglich, die Einnahme des Verhütungsmittels zu vergessen. Die Wirkung kann nicht durch Erbrechen und/oder Durchfall beeinträchtigt werden, weil die Einnahme nicht oral erfolgt. Die Dreimonatsspritze ist auch geeignet für Patientinnen, die unter bestimmten Darmkrankheiten wie Colitis oder Morbus Crohn leiden, regelmäßig Medikamente einnehmen, die die Wirksamkeit der Antibabypille beeinträchtigen, oder die keine Estrogene vertragen.
Der Pearl-Index, der die Zuverlässigkeit empfängnisverhütender Methoden angibt, beträgt 0,3 bis 0,8. Das heißt, dass von 100 Frauen, die diese Methode über ein Jahr hinweg anwenden (1.200 Anwendungszyklen), etwa eine schwanger wird. Somit gilt die Dreimonatsspritze als sehr sichere Verhütungsmethode.

## Nachteile und Nebenwirkungen
Die gespritzte Hormonmenge, die über einen langen Zeitraum wirken muss, ist relativ hoch (Depotprinzip). Eine spontane Absetzung ist nicht möglich; das gespritzte Depot muss erst vollständig abgebaut werden. 
Es kommt häufig zu Störungen des Menstruationszyklus mit Zwischen- und Schmierblutungen. In manchen Fällen kommt es, wie bei der Pille, zur Gewichtszunahme. Eine typische Nebenwirkung der hochdosierten Gestagene ist die Veränderung des Wasser-/Elektrolythaushalts des Körpers, wodurch es zu einer Ansammlung von Flüssigkeit (Flüssigkeitsretention) kommen kann. 
Studien deuten darauf hin, dass es unter der Einnahme von hochdosierten Gestagenen zu einer signifikanten Verringerung der Knochendichte kommt, die Depotspritze das Risiko für Osteoporose also deutlich erhöht.
Bei Raucherinnen, die hormonhaltige Arzneimittel zur Schwangerschaftsverhütung anwenden, besteht ein erhöhtes Risiko, an zum Teil schwerwiegenden Folgen von Gefäßveränderungen (z. B. Herzinfarkt, Schlaganfall) zu erkranken. Das Risiko nimmt mit zunehmendem Alter und steigendem Zigarettenkonsum zu.
Tritt während der Einnahme dennoch eine unerwünschte Schwangerschaft ein, besteht für das Kind ein erhöhtes Risiko, mit einem verminderten Geburtsgewicht auf die Welt zu kommen. Bei einigen Präparaten legten Beobachtungen die Vermutung nahe, dass Gestagene während des 1. Trimesters genitale Missbildungen bei männlichen und weiblichen Feten hervorrufen können. 
Weitere mögliche Nebenwirkungen sind Stimmungsschwankungen und Depression. Die Libido kann abnehmen. 
Nach dem Absetzen kann es bis zu 22 Monate dauern, bis es wieder zu einem regelmäßigen Eisprung kommt. Es gibt Medikamente (einige Antibiotika, Johanniskrautpräparate, bestimmte  Antiepileptika), die die Wirkung der Spritze beeinträchtigen können. Die Dreimonatsspritze bietet keinerlei Schutz vor  Geschlechtskrankheiten.

## Indikationen und Kontraindikationen
Die Hersteller empfehlen die Dreimonatsspritze nur Frauen, die langfristig verhüten wollen, also in den nächsten Jahren oder überhaupt nicht (mehr) schwanger werden wollen. Die Deutsche Gesellschaft für Gynäkologie und Geburtshilfe empfiehlt sie nur „reiferen Frauen mit abgeschlossener Familienplanung“.
Während der Stillzeit sollte die Dreimonatsspritze nicht verabreicht werden. Weitere  Gegenanzeigen sind erhöhter Blutdruck, Venenentzündungen sowie die Neigung zu Thrombose, Brustkrebs und Tumoren der Gebärmutterschleimhaut, Funktionsstörungen der Leber und Störungen des Fettstoffwechsels.